# 罗贝尔·蒙克拉尔
罗贝尔·蒙克拉尔（法語：Robert Monclar，1930年8月13日—2012年12月4日），法国篮球运动员。他曾代表法国国家队参加1952年夏季奥运会，1956年夏季奥运会和1960年夏季奥运会男子篮球比赛，分别获得第八名、第四名和第十名。